# Saigō Takamori
En aquest nom japonès, el cognom és Saigō.
Saigō Takamori (西郷隆盛, 23 de gener de 1828 - 24 de setembre de 1877) va ser un samurai i polític japonès, que va viure durant els últims anys del període Edo i començaments de l'era Meiji. Inicialment va ser un dels personatges polítics que va recolzar l'eliminació del shogunat Tokugawa i va donar suport a la Restauració Meiji. Posteriorment es va involucrar dins del govern Meiji. Però, a 1877, després de la persecució sistemàtica dels samurai en el nou govern, va liderar la Rebel·lió de Satsuma, que seria l'últim conflicte encapçalat pels samurais a la història japonesa. Takamori és considerat com l'últim samurai veritable.

## Primers anys
Va néixer a la localitat de Kagoshima, a la Província de Satsuma (actual Prefectura de Kagoshima), germà de Saigō Tsugumichi, i va ser un samurai de classe baixa en els primers anys de la seva vida. En aquella època, el país estava patint una crisi política dins del shogunat Tokugawa, amb l'arribada del estatunidenc Matthew C. Perry al Japó en 1853. Amb aquest succés, es van polaritzar dos fronts: una que donava suport al shogunat i una altra que reclamava la dissolució del shogunat i l'expulsió de les potències estrangeres. Takamori va ser contrari al règim Tokugawa en aquell moment.
Va ser reclutat en un viatge a Edo a 1854 per donar suport al dàimio de Satsuma Shimazu Nariakira, el qual donava suport al moviment Kobu gattai (公武合体), que consistia en la reconciliació i la unió marital entre el shogunat Tokugawa i la Cort Imperial de Kyoto.
Tanmateix, l'activitat de Takamori a Edo va tenir un final abrupte amb la Purga Ansei, realitzada pel tairō Ii Naosuke, que va perseguir els que tenien idees contràries al shogunat; també cal afegir a tot això la mort sobtada de Shimazu Nariakira.
Takamori va tornar a Kagoshima a 1859, per ser arrestat i exiliat a l'illa d'Amami Ōshima, a causa de diferències d'idees amb el nou daimyō Shimazu Hisamitsu, que persistia amb el moviment Kobu gattai. Novament va tornar a Kagoshima a 1861, només perquè li comuniquessin que seria exiliat novament. Finalment, el 1864, Hisamitsu el va perdonar i el va enviar a Kyoto com a assistent del feu davant la Cort Imperial.

## Restauració Meiji

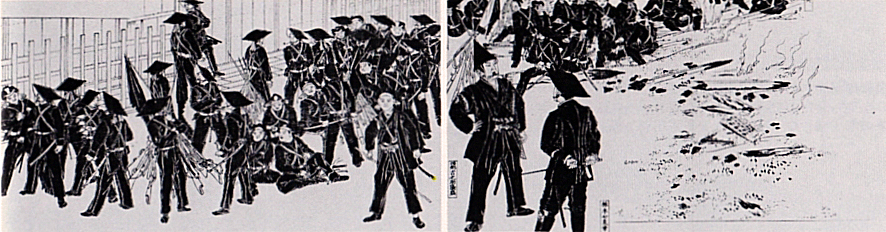
Saigō Takamori (amb el casc alt) inspecciona les tropes del feu de Chōshū a la batalla de Toba-Fushimi.

En arribar a Kyoto, assumeix el comandament de les tropes de Satsuma i fa una aliança amb el samurai del feu d'Aizu, en un intent d'impedir a les forces del feu rival de Chōshū que prenguessin el Palau Imperial de Kyoto, a l'Incident de Hamaguri Gomon. L'agost de 1864, va ser un dels comandants militars que va liderar una expedició patrocinada pel shogunat Tokugawa contra el feu de Chōshū, com a represàlia de l'incident, però secretament Takamori estava negociant amb els líders de Chōshū i va establir l'Aliança Satchō (Satsuma-Chōshū). Quan el shogunat va enviar una segona expedició militar contra Chōshū, el feu de Satsuma va romandre neutral.
El novembre de 1867, el shogun Tokugawa Yoshinobu va renunciar, i es va iniciar el procés de restauració del poder polític a l'Emperador del Japó, conegut com la Restauració Meiji. No obstant això, Takamori va ser un dels més crítics opositors a la revolució pacífica, i demandava que els Tokugawa havien de ser expropiats de les seves terres i del seu estatus especial. La seva posició inamovible va ser una de les principals causes de l'inici de la Guerra Boshin.
Durant la Guerra Boshin, va liderar les forces imperials a la batalla de Toba-Fushimi, i posteriorment va avançar amb les forces imperials sobre Edo, on va acceptar la rendició pacífica del Castell d'Edo per Katsu Kaishu.

## Buròcrata Meiji

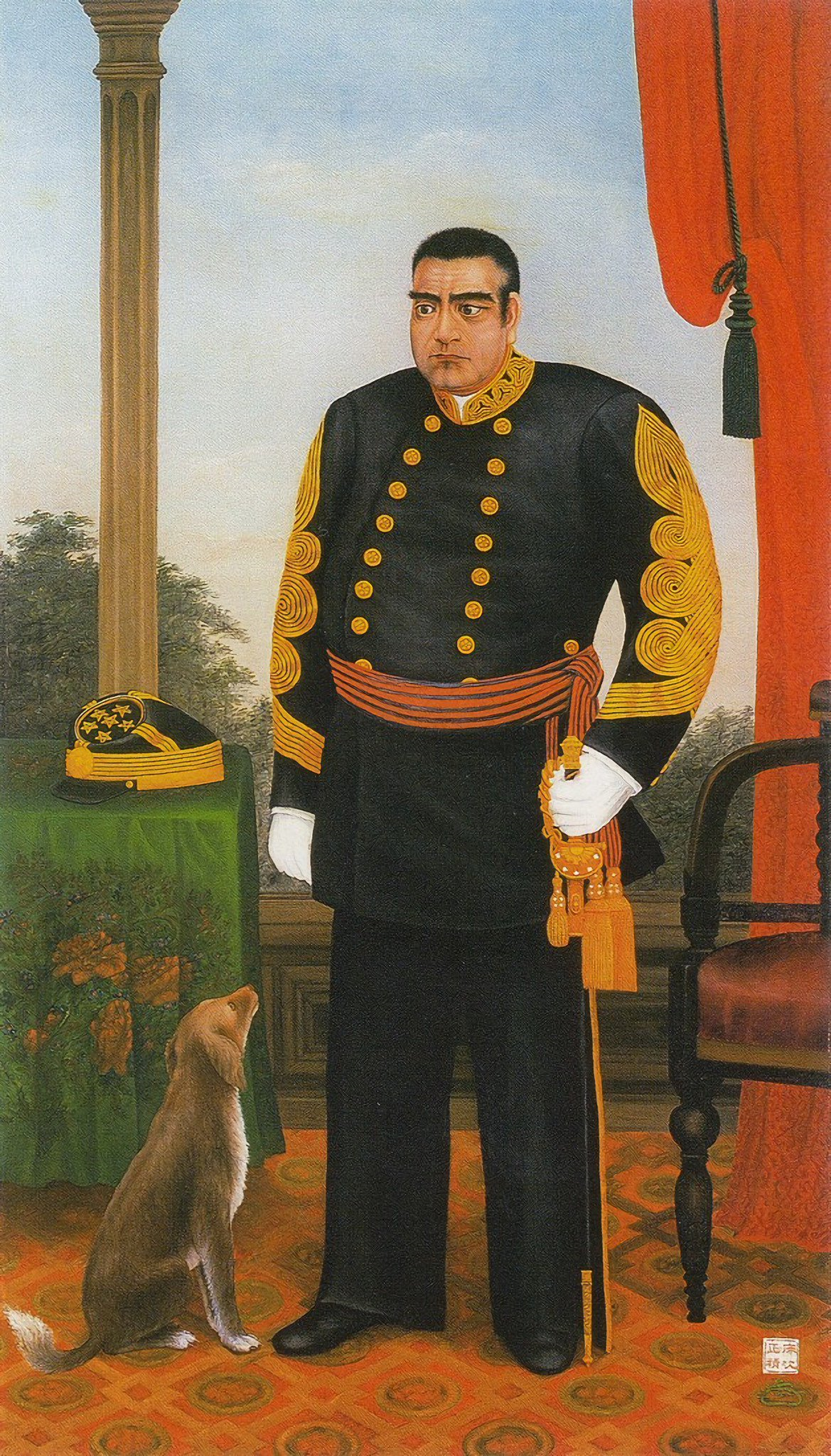
Saigō Takamori amb uniforme militar.

Takamori va tenir un paper important en el nou govern Meiji, malgrat que altres polítics com Toshimichi Ōkubo van ser més actius i influents en aquest període. Va assumir el càrrec de sangi (conseller); va cooperar en l'abolició del sistema han, que eliminava els feus i establia les prefectures com a base administrativa del país; també va ser responsable de l'establiment d'un exèrcit de lleva.
El 1871 va haver d'assumir el govern provisional del país mentre els polítics més influents del govern, estaven recorrent Europa i Estats Units, durant la Missió Iwakura (1871-1873).
Durant aquest període, va estar en desacord amb la modernització del Japó, que imitava l'estil de govern dels països occidentals i va estar en desacord amb l'obertura comercial a Occident. Es va oposar a la construcció d'una xarxa de ferrocarrils, amb l'argument que es podien usar els diners en l'enfortiment de les forces militars.

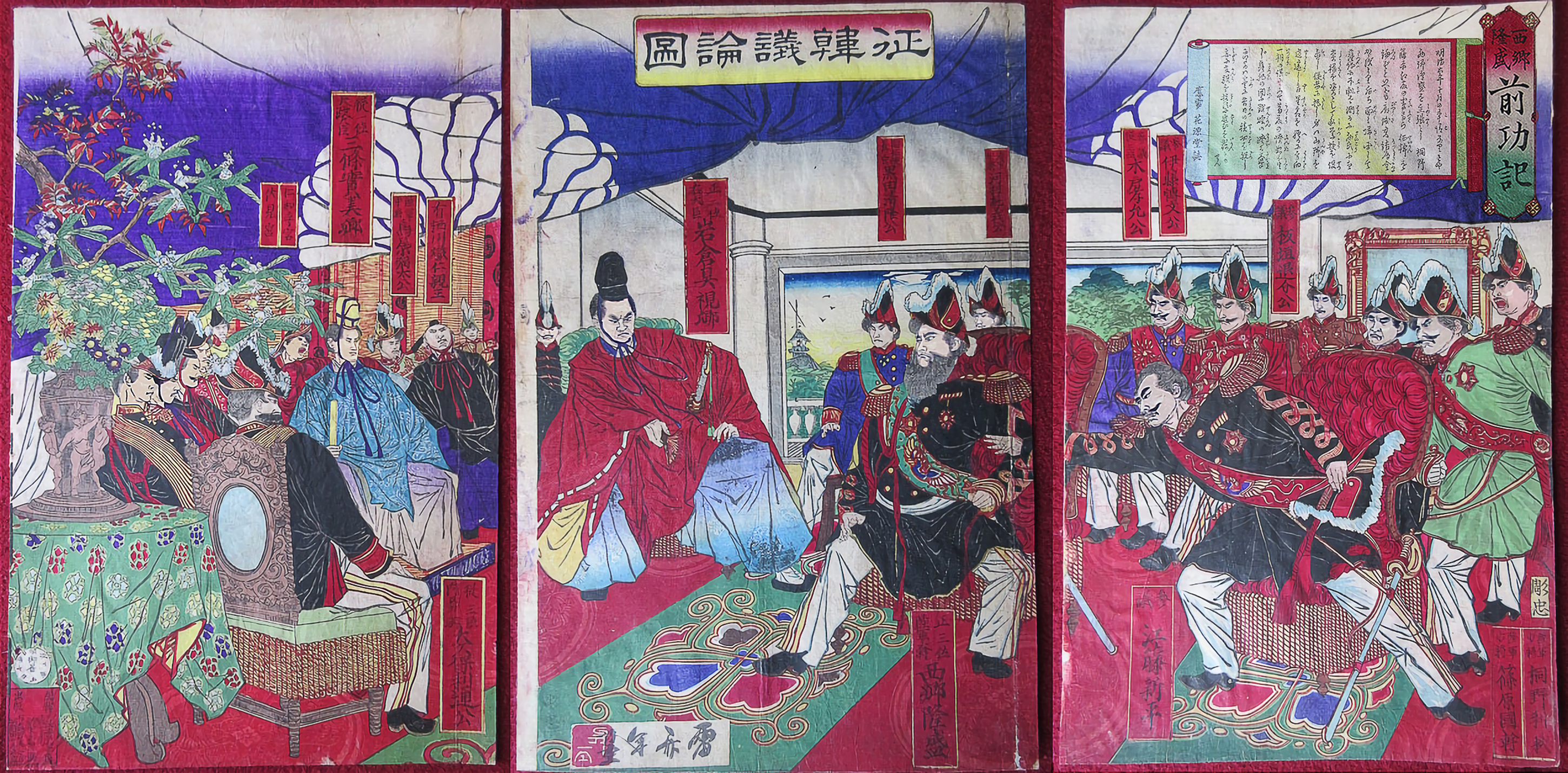
El debat Seikanron. Saigō Takamori està assegut al centre. Pintura de 1877.

També va ser partidari de declarar la guerra a Corea per tal d'annexar-se aquest país abans que els països occidentals, en el debat Seikanron de 1873, amb l'argument que Corea es negava a reconèixer la legitimitat de l'Emperador Meiji com a cap d'estat de l'Imperi del Japó i havien expulsat de manera grollera a uns enviats japonesos que tenien com a objectiu establir relacions diplomàtiques i comercials entre Corea i Japó.
Takamori va estar disposat a anar a Corea i provocar intencionadament un casus belli, de tal manera que els coreans no tinguessin altra opció que assassinar-lo. No obstant això, quan els membres del govern van tornar de la Missió Iwakura en 1873, es van oposar fèrriament a la idea, d'una banda per falta de pressupost i de l'una altra perquè es trobaven en una posició molt desavantatjosa amb els països occidentals, fet que van corroborar en el viatge. Donada la negativa, Takamori es va sentir frustrat, va renunciar al govern en senyal de protesta i va decidir tornar a Kagoshima.

## Rebel·lió de Satsuma

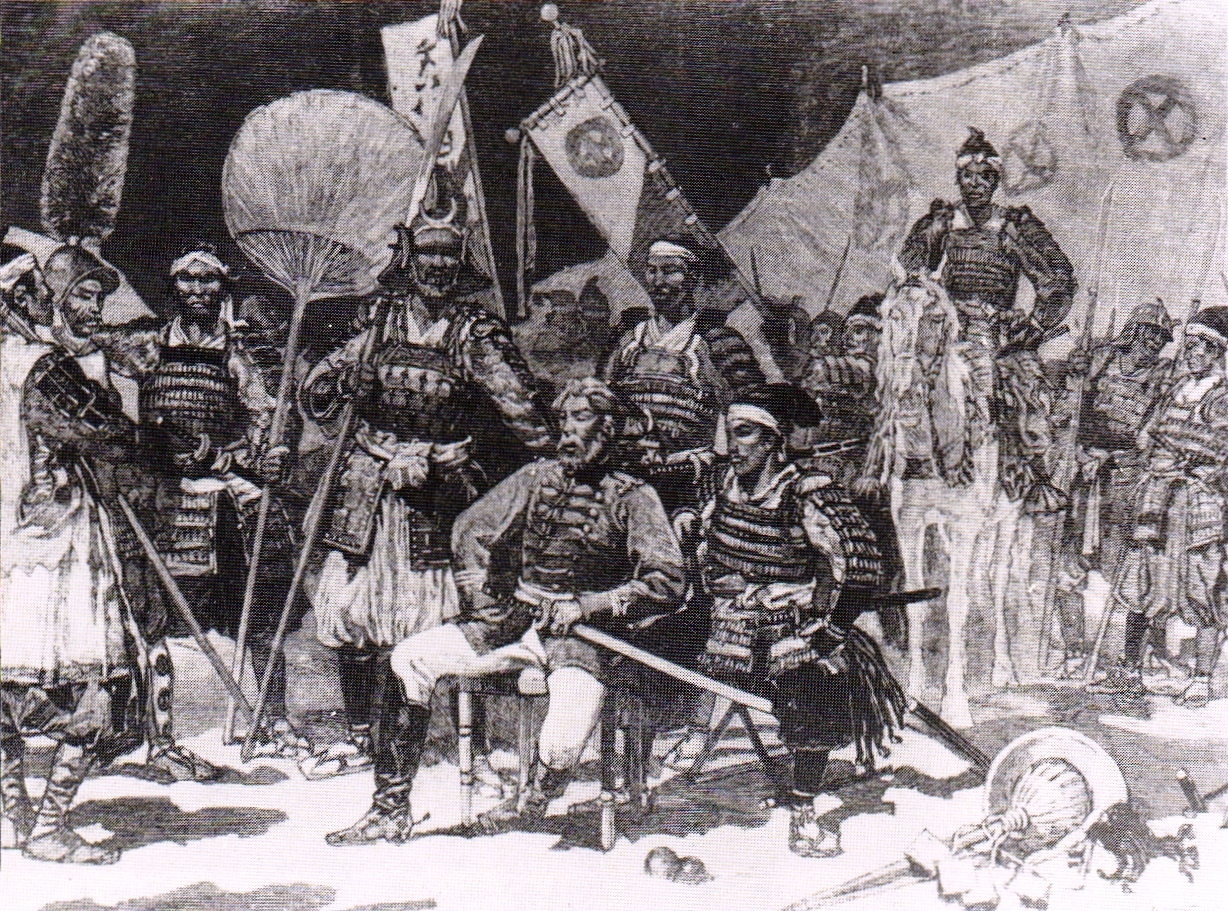
Saigō Takamori (assegut, amb uniforme occidental), envoltat pels seus oficials, en abillament samurai. Article noticiable en Le Monde Illustré, 1877.

Després de la seva renúncia al govern va decidir aixecar una petita acadèmia militar privada en Kagoshima, que tindria com a alumnes a diversos samurais que havien abandonat al govern després de la renúncia de Takamori. Aquests samurais van començar a dominar el govern de Kagoshima. Llavors el govern Meiji, que temia una rebel·lió, va decidir enviar vaixells de guerra a Kagoshima, per tal d'eliminar les armes a la regió. A més el 1877, es van eliminar les remuneracions en arròs als samurais, un fet que va provocar un conflicte obert entre el govern i els samurais. Takamori, qui inicialment no desitjava que el conflicte empitjorés, va haver finalment d'acceptar el lideratge dels rebels contra el govern central, conegut com la Rebel·lió de Satsuma.
La rebel·lió va ser sufocada als pocs mesos per l'Exèrcit imperial japonès, que era una força combinada de 300.000 samurais lleials al govern i soldats reclutats sota el comandament de Kawamura Sumiyoshi. Les tropes imperials estaven modernitzades, usaven morters i globus d'observació. En canvi les forces de Satsuma rondaven inicialment els 40.000 homes, i finalment quedaren reduïdes només a 400 al final de la guerra, en la batalla de Shiroyama. Tot i que les forces de Satsuma pretenien preservar el paper dels samurai, van usar mètodes militars occidentals, armes de foc i canons; inclusivament en les descripcions de Saigō Takamori se'l veia vestit amb uniforme militar occidental. Al final de la rebel·lió, quan es van esgotar les municions i les armes modernes, van haver d'atacar amb espases, arcs i fletxes.

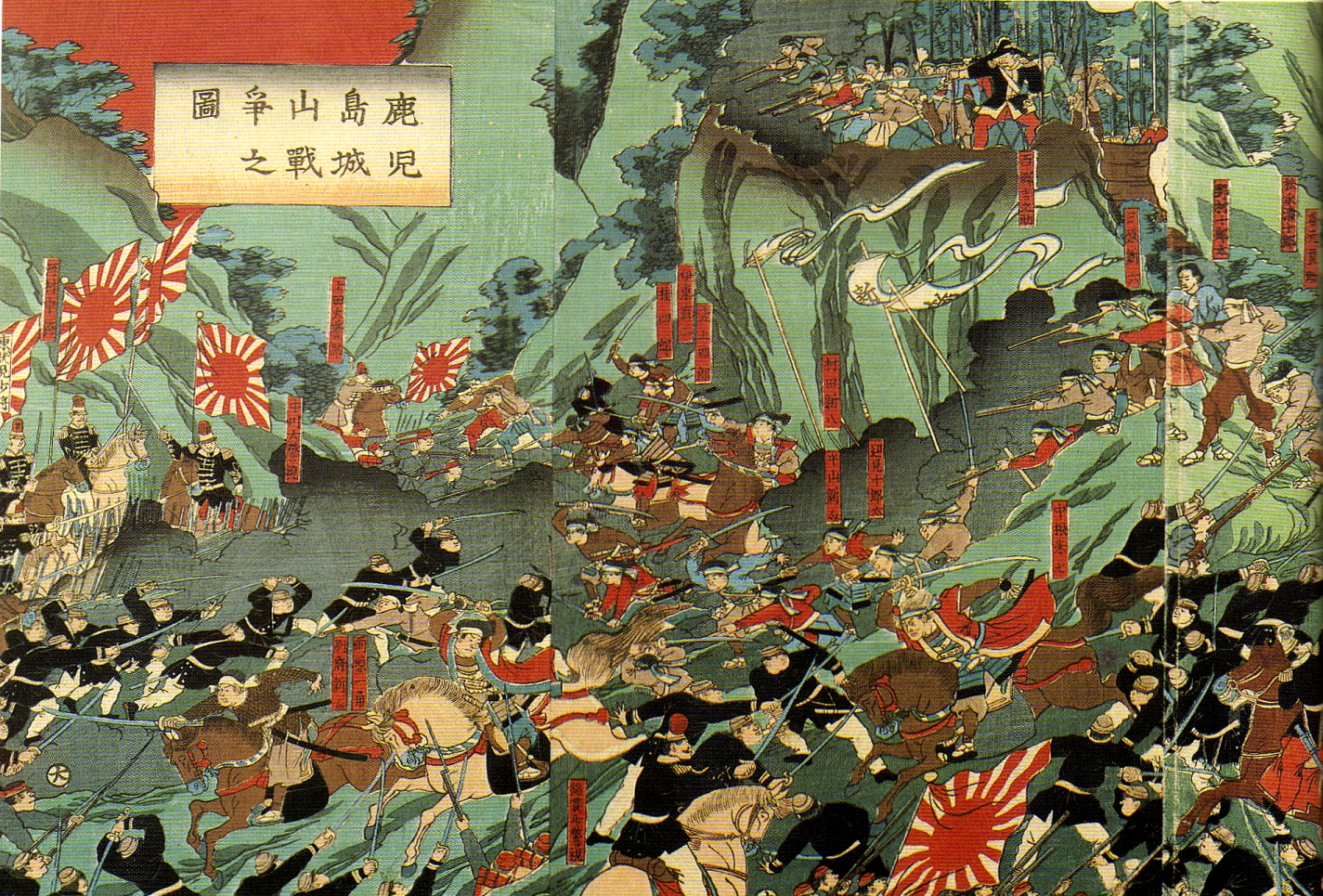
Saigō Takamori (dalt a la dreta) dirigeix les seves tropes a la batalla de Shiroyama.

A la batalla de Shiroyama, Takamori va quedar greument ferit, i com que no volia ser capturat o assassinat per l'enemic, va demanar a un company que el decapités, per preservar el seu honor com samurai. Una altra llegenda suggereix que Saigō hauria comès el seppuku, una forma tradicional de suïcidi, però l'autòpsia i els documents històrics de l'època neguen aquest fet. La mort de Takamori va derivar en la fi de la rebel·lió i la supressió definitiva de la classe samurai al Japó, que havia dominat el país des del segle xii.
També van existir llegendes que negaven la mort de Saigō Takamori. Els japonesos creien que s'havia escapat a l'Índia, Xina o Rússia i que tornaria per revenjar-se del govern.

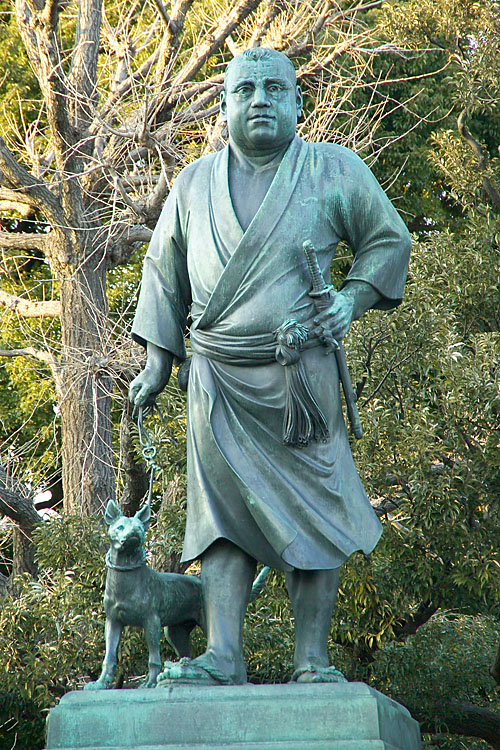
Estàtua de Saigō Takamori al Parc de Ueno, Tòquio.

En reconeixement de la seva tasca com samurai i el seu ajut amb el poble japonès, el govern Meiji el va perdonar de manera pòstuma el 22 de febrer de 1889. El 1898, el govern va erigir una estàtua de bronze en el parc Ueno, a Tòquio. En aquest monument està vestit de forma tradicional, passejant el seu gos. També se li va erigir una altra estàtua, vestit amb uniforme militar, al Parc Chūō de Kagoshima.

## Llegat cultural
La història de Saigō Takamori ha estat relatada en diverses obres literàries contemporànies japoneses. Internacionalment, la seva acció final en la Rebel·lió de Satsuma va ser usat en la pel·lícula de 2003, L'últim samurai; Ken Watanabe va actuar en el paper de Takamori, tot i que en aquesta pel·lícula rep el nom de "Katsumoto".